# روبرت جونز (ممثل)
روبرت جونز (بالإنجليزية: Rob Brydon)‏ هو كاتب سير ذاتية وممثل بريطاني، ولد في 3 مايو 1965 في المملكة المتحدة.

## أعمال

### أفلام
- (1995) أول فارس[5]
- (2004) شون أوف ذا ديد[6]
- (2015) سندريلا[7][8]
- (2016)  حرب الشتاء[9][10][11]
- (2018) هولمز وواطسون

## وصلات خارجية
- روبرت جونز على موقع IMDb (الإنجليزية)
- روبرت جونز على موقع ألو سيني (الفرنسية)
- روبرت جونز على موقع ميوزك برينز (الإنجليزية)
- روبرت جونز على موقع تيرنر كلاسيك موفيز (الإنجليزية)
- روبرت جونز على موقع أول موفي (الإنجليزية)
- روبرت جونز على موقع قاعدة بيانات الأفلام السويدية (السويدية)
- روبرت جونز على موقع إن إن دي بي (الإنجليزية)
- روبرت جونز على موقع أول ميوزيك (الإنجليزية)
- روبرت جونز على موقع ديسكوغز (الإنجليزية)
- روبرت جونز على موقع قاعدة بيانات الفيلم (الإنجليزية)